# Frank Herbert
Franklin Patrick Herbert Jr. (Tacoma, Washington; 8 de octubre de 1920 - Madison, Wisconsin; 11 de febrero de 1986), conocido como Frank Herbert, fue un escritor estadounidense de ciencia ficción, famoso por la novela de 1965 Dune y sus cinco secuelas. Aunque ganó reconocimiento por sus novelas, también escribió cuentos y trabajó como periodista, fotógrafo, crítico literario, consultor ecológico y conferenciante.
La saga Dune, ambientada en un futuro lejano y teniendo lugar durante milenios, explora temas complejos, como la supervivencia de la especie humana a largo plazo, la evolución humana, la ciencia y la ecología planetarias, y la intersección de la religión, la política, la economía y el poder en un futuro donde la humanidad hace mucho tiempo que desarrolló viajes interestelares y se asentó en miles de mundos. Dune es la novela de ciencia ficción más vendida de todos los tiempos, y toda la serie se considera ampliamente entre los clásicos del género.

## Biografía

### Primeros años
Frank Herbert nació el 8 de octubre de 1920 en Tacoma, Washington, hijo de Frank Patrick Herbert Sr. y Eileen (McCarthy) Herbert. Debido a un entorno familiar pobre, se escapó de su hogar en 1938 para vivir con una tía y un tío en Salem, Oregón. Se matriculó en la escuela secundaria Salem High School (ahora North Salem High School), donde se graduó al año siguiente. En 1939 mintió sobre su edad para conseguir su primer trabajo en el periódico Glendale Star. Herbert regresó a Salem en 1940, donde trabajó para el periódico Oregon Statesman (ahora Statesman Journal) en una variedad de puestos, incluido el de fotógrafo.
Sirvió seis meses como fotógrafo para los Seabees de la Armada de los Estados Unidos durante la Segunda Guerra Mundial, luego recibió un alta médica. Se casó con Flora Parkinson en San Pedro, California, en 1940. Tuvieron una hija, Penny (nacida el 16 de febrero de 1942), pero se divorciaron en 1945.
Después de la guerra, Herbert asistió a la Universidad de Washington, donde conoció a Beverly Ann Stuart en una clase de escritura creativa en 1946. Eran los únicos estudiantes que habían vendido algún trabajo para su publicación; Herbert había vendido dos historias de aventuras pulp a revistas, la primera a Esquire en 1945, y Stuart había vendido una historia a la revista Modern Romance. Se casaron en Seattle, Washington, el 20 de junio de 1946, y tuvieron dos hijos, Brian Patrick Herbert (nacido el 29 de junio de 1947, en Seattle, Washington) y Bruce Calvin Herbert (nacido el 26 de junio de 1951, en Santa Rosa, California, y fallecido el 15 de junio de 1993, en San Rafael, California; Bruce fue un fotógrafo profesional y activista por los derechos de los homosexuales).
En 1949, Herbert y su esposa se mudaron a California para trabajar en el Press-Democrat de Santa Rosa. Allí se hicieron amigos de los psicólogos Ralph e Irene Slattery. Los Slattery introdujeron a Herbert en el trabajo de varios pensadores que influirían posteriormente en su obra, incluidos Freud, Jung, Jaspers y Heidegger; también familiarizaron a Herbert con el budismo zen.
Herbert no se graduó de la universidad; según su hijo Brian, quería estudiar solo lo que le interesaba y, por lo tanto, no completó el plan de estudios requerido. Regresó al periodismo y trabajó en el Seattle Star y el Oregon Stateman. Fue escritor y editor de la revista California Living del San Francisco Examiner durante una década.
En una entrevista de 1973, Herbert declaró que había estado leyendo ciencia ficción "unos diez años" antes de comenzar a escribir en el género, y enumeró a sus autores favoritos como H. G. Wells, Robert A. Heinlein, Poul Anderson y Jack Vance.
La primera historia de ciencia ficción de Herbert, Looking for Something (Buscando algo), fue publicada en la edición de abril de 1952 de Startling Stories, y luego editada mensualmente por Samuel Mines. Tres más de sus historias aparecieron en 1954 en Astounding Science Fiction y Amazing Stories. Su carrera como novelista comenzó en 1955 con la publicación en serie de Under Pressure (Bajo presión), en la edición de Astounding de noviembre de 1955; luego fue publicada como un libro por Doubleday, con el título de The Dragon in the Sea (El dragón en el mar). La historia exploraba la cordura y la locura en torno a un submarino del siglo XXI y predijo conflictos mundiales sobre el consumo y la producción de petróleo. Fue un éxito crítico pero no tanto a nivel comercial. Durante este tiempo, Herbert también trabajó como redactor de discursos para el senador republicano Guy Cordon.

### Dune

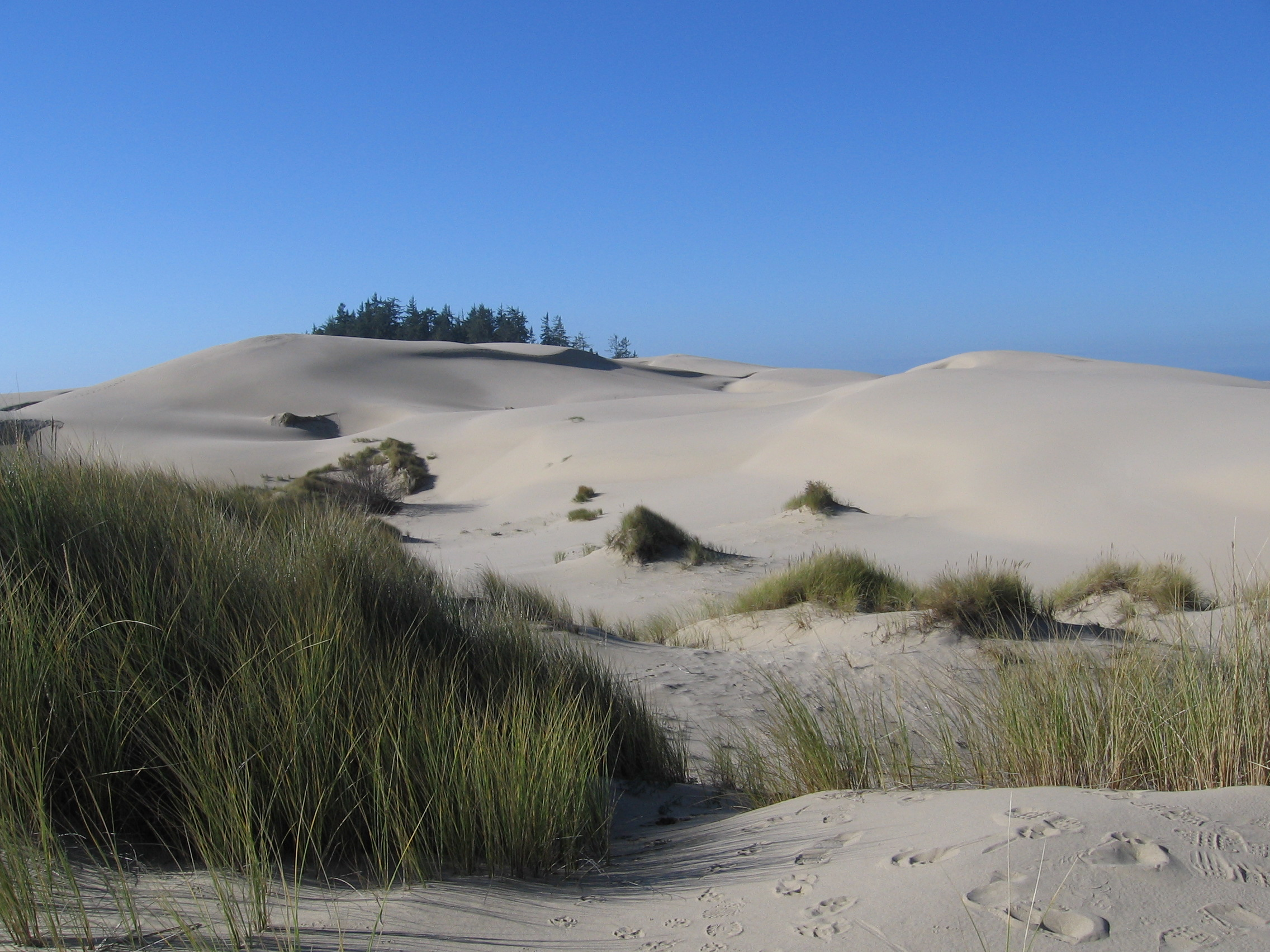
El Oregon Dunes National Recreation Area (Área recreativa nacional de dunas de Oregón), próxima a Florence, Oregón, sirvió de inspiración para la saga Dune.

Herbert comenzó a investigar sobre Dune en 1959. Pudo dedicarse plenamente a su carrera de escritor porque su esposa volvió a trabajar a tiempo completo como escritora publicitaria para grandes almacenes, convirtiéndose en el sostén de la familia durante la década de 1960.
Más tarde le dijo a Willis E. McNelly que la novela se originó cuando se suponía que debía hacer un artículo para una revista sobre las dunas de arena en el Oregon Dunes (Oregon Dunes National Recreation Area, Área recreativa nacional de dunas de Oregón), cerca de Florence, Oregón. Se involucró demasiado y terminó con mucha más materia prima de la necesaria para un artículo. El artículo nunca fue escrito, pero plantó la semilla que condujo a Dune.
Dune tardó seis años de investigación y redacción en completarse y fue mucho más extensa de lo que se suponía que era la ciencia ficción comercial de la época. Analog (Astounding renombrada, aún editada por John W. Campbell) lo publicó en dos partes que comprendían ocho entregas, Dune World (Mundo de Dune), en diciembre de 1963, y Prophet of Dune (Profeta de Dune), en 1965. Luego fue rechazado por casi veinte editores de libros. Un editor proféticamente escribió: "Podría estar cometiendo el error de la década, pero...".
Sterling E. Lanier, editor de Chilton Book Company (conocida principalmente por sus manuales de reparación de automóviles), había leído las publicaciones periódicas de Dune y ofreció un adelanto de $ 7,500 más regalías futuras por los derechos para publicarlas como un libro en tapa dura. Herbert reescribió gran parte de su texto. Dune pronto fue un éxito crítico. Ganó el premio Nebula a la mejor novela en 1965 y compartió el premio Hugo en 1966 con ...And Call Me Conrad (...Y llámame Conrad), de Roger Zelazny. Dune fue la primera gran novela ecológica de ciencia ficción, abarcando una multitud de temas amplios e interrelacionados y puntos de vista de múltiples personajes, un método que recorrió todo el trabajo maduro de Herbert.
Dune no fue un éxito de ventas inmediato. En 1968, Herbert había ganado $ 20,000 con él, mucho más de lo que generaba la mayoría de las novelas de ciencia ficción de la época, pero no lo suficiente como para permitirle comenzar a escribir a tiempo completo. Sin embargo, la publicación de Dune le abrió las puertas. Fue escritor educativo del Seattle Post-Intelligencer de 1969 a 1972 y profesor de estudios generales y estudios interdisciplinarios en la Universidad de Washington (1970-1972). Trabajó en Vietnam y Pakistán como consultor social y ecológico en 1972. En 1973 fue director-fotógrafo del programa de televisión The Tillers.

No me preocupo por la inspiración, ni nada de eso... más tarde, volviendo y leyendo lo que he producido, no puedo detectar la diferencia entre lo que vino fácilmente y cuando tuve que sentarme y decir: "Bueno, ahora es tiempo de escribir y ahora escribiré".
Frank Herbert

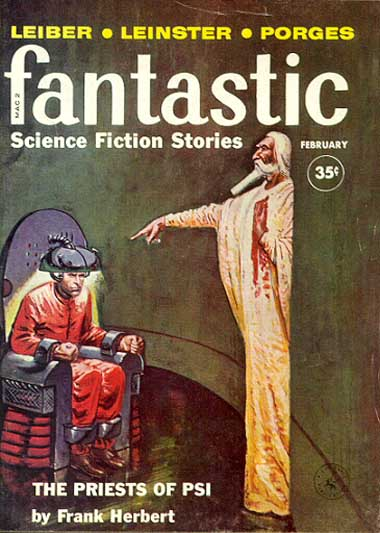
La novela de Herbert The Priests of Psi (Los sacerdotes de Psi) fue la historia de portada de la edición de Fantastic de febrero de 1960.

A finales de 1972, Herbert se había retirado de la redacción de periódicos y se había convertido en un escritor de ficción a tiempo completo. Durante las décadas de 1970 y 1980 disfrutó de un considerable éxito comercial como autor. Dividió su tiempo entre sus residencias en Hawái y la península Olímpica de Washington; su residencia en Port Townsend en la península estaba destinada a ser un "proyecto de demostración ecológica". Durante este tiempo escribió numerosos libros e impulsó ideas ecológicas y filosóficas.
Continuó su saga Dune con Dune Messiah (El mesías de Dune), Children of Dune (Hijos de Dune) y God Emperor of Dune (Dios emperador de Dune). Otros hitos destacados fueron The Dosadi Experiment (El experimento Dosadi), The Godmakers (Los creadores de Dios), The White Plague (La peste blanca), y los libros que escribió en colaboración con Bill Ransom: The Jesus Incident (El incidente Jesús), The Lazarus Effect (El efecto Lázaro) y The Ascension Factor (El factor ascensión), que fueron secuelas de Destination: Void (Destino: el vacío).
También ayudó a lanzar la carrera de Terry Brooks con una crítica muy positiva de su primera novela, The Sword of Shannara (La espada de Shannara), en 1977.

### Éxito, cambios familiares y fallecimiento
El cambio de fortuna de Herbert fue ensombrecido por la tragedia. En 1974, Beverly se sometió a una operación por cáncer. Vivió diez años más, pero su salud se vio afectada negativamente por la cirugía. Durante este período, Herbert fue orador destacado en la convención de ciencia ficción Octocon II celebrada en El Rancho Tropicana en Santa Rosa, California, en octubre de 1978. En 1979, conoció al antropólogo James Funaro, con quien concibió la Contact Conference. Beverly Herbert murió el 7 de febrero de 1984, el mismo año en que se publicó Heretics of Dune (Herejes de Dune); en su epílogo a Chapterhouse: Dune (Casa Capitular Dune), de 1985, Frank Herbert escribió un elogio para ella.
En 1983, la banda británica de heavy metal Iron Maiden solicitó permiso al editor de Herbert para nombrar una canción en su álbum Piece of Mind "Dune", pero se les dijo que el autor tenía un marcado desagrado por su estilo de música. En su lugar, titularon la canción "To Tame a Land".
1984 fue un año tumultuoso en la vida de Herbert. Durante el mismo año de la muerte de su esposa, su carrera despegó con el lanzamiento de la versión cinematográfica de Dune de David Lynch. A pesar de las altas expectativas, un diseño de producción de gran presupuesto y un reparto de primera categoría, la película obtuvo críticas en su mayoría pobres en los Estados Unidos. Sin embargo, a pesar de una respuesta decepcionante en los Estados Unidos, la película fue un éxito crítico y comercial en Europa y Japón.
Después de la muerte de Beverly, Herbert se casó con Theresa Shackleford en 1985, año en que publicó Chapterhouse: Dune (Casa Capitular Dune), que ató muchos de los hilos de la historia de la saga. Este sería el último trabajo individual de Herbert (la colección Eye se publicó ese año, y Man of Two Worlds, El hombre de dos mundos, se publicó en 1986). Murió de una embolia pulmonar masiva mientras se recuperaba de una cirugía por cáncer de páncreas el 11 de febrero de 1986, en Madison, Wisconsin, a los 65 años.

## Obra

### Escritos
- El dragón en el mar (1956)
- Las crónicas de Dune
  - Dune (1965)
  - El mesías de Dune (1969)
  - Hijos de Dune (1976)
  - Dios emperador de Dune (1981)
  - Herejes de Dune (1984)
  - Casa Capitular Dune (1985)
- Destino: el vacío (1966)
- Los ojos de Heisenberg (1966)
- El cerebro verde (1966)
- La barrera Santaroga (1968)
- Estrella flagelada (1970)
- Los creadores de Dios (1972)
- Proyecto 40 (Hellstrom's Hive) (1973)
- El experimento Dosadi (1978)
- La peste blanca (1982)

En colaboración con Bill Ransom publicó:
- El incidente Jesús (1979)
- El efecto Lázaro (1981)
- El factor ascensión (1988)

En colaboración con Brian Herbert publicó El hombre de dos mundos (1986).
Además, Las crónicas de Dune se completaron con dos novelas escritas por Brian Herbert y Kevin J. Anderson elaboradas a partir de notas dejadas por Frank Herbert en una caja de depósito que tuvo que ser abierta con taladro, y que solo fueron encontradas hasta después de su muerte:
- Cazadores de Dune (2008)
- Gusanos de arena de Dune (2009)

### Filmografía

#### Cine
- Dune, de David Lynch (1984)
- Dune, de Denis Villeneuve (2021)
- Dune: parte dos, de Denis Villeneuve (2024)

#### Miniseries deSyfy
- Dune (2000)
- Hijos de Dune (2003)

## Edición en español
Ediciones Debolsillo ha editado la saga completa de Dune, de la que solo los seis primeros volúmenes corresponden a Frank Herbert:
- Dune. 2003. ISBN 978-84-9759-682-4; reedición cartoné en Nova, 2019. ISBN 978-84-17-34762-8
- El mesías de Dune. 2003. ISBN 978-84-9759-667-1
- Hijos de Dune. 2003. ISBN 978-84-9759-432-5
- Dios emperador de Dune. 2003. ISBN 978-84-9759-748-7
- Herejes de Dune. 2003. ISBN 978-84-9759-731-9
- Casa Capitular Dune. 2003. ISBN 978-84-9759-770-8
- Cazadores de Dune. 2008. ISBN 978-84-01-33679-9
- Gusanos de arena de Dune. 2009. ISBN 978-84-01-33727-7